# Världsmästerskapen i badminton 1991
Världsmästerskapen i badminton 1991 anordnades i Köpenhamn, Danmark. 

## Medaljsummering
| Pl. | Nation     | Guld | Silver | Brons | Totalt |
| --- | ---------- | ---- | ------ | ----- | ------ |
| 1   | Kina       | 3    | 0      | 2     | 5      |
| 2   | Sydkorea   | 2    | 0      | 4     | 6      |
| 3   | Indonesien | 0    | 2      | 3     | 5      |
| 4   | Danmark    | 0    | 2      | 1     | 3      |
| 5   | Sverige    | 0    | 1      | 0     | 1      |

## Resultat
| Event       | Guld                          | Silver                              | Brons                                |
| Herrsingel  | Zhao Jianhua                  | Alan Budikusuma                     | Ardy Wiranata                        |
| Herrsingel  | Zhao Jianhua                  | Alan Budikusuma                     | Liu Jun                              |
| Damsingel   | Tang Jiuhong                  | Sarwendah Kusumawardhani            | Susi Susanti                         |
| Damsingel   | Tang Jiuhong                  | Sarwendah Kusumawardhani            | Lee Heung-soon                       |
| Herrdubbel  | Park Joo-bong Kim Moon-soo    | Jon Holst-Christensen Thomas Lund   | Li Yongbo Tian Bingyi                |
| Herrdubbel  | Park Joo-bong Kim Moon-soo    | Jon Holst-Christensen Thomas Lund   | Bagus Setiadi Imay Hendra            |
| Damdubbel   | Guan Weizhen Nong Qunhua      | Christine Magnusson Maria Bengtsson | Shim Eun-jung Gil Young-ah           |
| Damdubbel   | Guan Weizhen Nong Qunhua      | Christine Magnusson Maria Bengtsson | Hwang Hye-young Chung Soo-young      |
| Mixeddubbel | Park Joo-bong Chung Myung-hee | Thomas Lund Pernille Dupont         | Jon Holst-Christensen Grete Mogensen |
| Mixeddubbel | Park Joo-bong Chung Myung-hee | Thomas Lund Pernille Dupont         | Kang Kyung-jin Shim Eun-jung         |